# 金典弘
金 典弘（きむ じょのん、1995年5月20日 - ）は、ラグビーユニオンの選手。

## プロフィール
- 大阪府大阪市出身[1]。
- ポジションはスタンドオフ(SO)。
- 身長 183cm、体重 95kg
- オールスターゲームのリーグ戦選抜に選ばれたことがある[2]。
- 国体のメンバーに選ばれたことがある[3]。

## 略歴
13歳からラグビーを始めた。
2014年、大阪朝鮮高校卒業後、東海大学に入る。
2018年、東海大学卒業後、トヨタ自動車ヴェルブリッツ(現・トヨタヴェルブリッツ)に加入。
2022年、NTTドコモレッドハリケーンズ大阪（現・レッドハリケーンズ大阪）に加入。2024年退団。